# 1999 RX214
1999 RX214, também escrito como 1999 RX214, é um objeto transnetuniano (TNO) que está localizado no cinturão de Kuiper, uma região do Sistema Solar. Este corpo celeste é classificado como um cubewano. Ele possui uma magnitude absoluta (H) de 6,8 e, tem um diâmetro estimado com cerca de 192 km, por isso existem poucas chances que o mesmo possa ser classificado como um planeta anão, devido ao seu tamanho relativamente pequeno.

## Descoberta
1999 RX214 foi descoberto no dia 06 de setembro de 1999 pelos astrônomos D. C. Jewitt, C. A. Trujillo e J. X. Luu.

## Órbita
A órbita de 1999 RX214 tem uma excentricidade de 0.170 e possui um semieixo maior de 46.157 UA. O seu periélio leva o mesmo a uma distância de 38.333 UA em relação ao Sol e seu afélio a 53.981.